# شو ایواموتو
شو ایواموتو (انگلیسی: Sho Iwamoto؛ زادهٔ ۱۸ مارس ۲۰۰۱) بازیکن فوتبال اهل ژاپن است.
از باشگاه‌هایی که در آن بازی کرده‌است می‌توان به باشگاه فوتبال گامبا اوساکا اشاره کرد.